# Pinerola Futsal 1994 Bratislava
Il Pinerola Futsal 1994 Bratislava è una società di calcio a 5 slovacca con sede a Bratislava. 

## Storia
Fondata nel 1994 come Športový Klub Pinerola, dal 1999 gioca nelle leghe nazionali, ed alla fine della stagione 2002-03 ha ottenuto la promozione nella prima divisione nazionale.

## Rosa 2008-2009
| N. |                       | Ruolo | Calciatore        |
| -- | --------------------- | ----- | ----------------- |
| -  | Slovacchia (bandiera) | G     | Peter Brndiar     |
| -  | Slovacchia (bandiera) | G     | Jaroslav Súkeník  |
| -  | Slovacchia (bandiera) | G     | Marek Emrich      |
| -  | Slovacchia (bandiera) | G     | Michal Javnický   |
| -  | Slovacchia (bandiera) | G     | Tomáš Bagin       |
| -  | Slovacchia (bandiera) | G     | Marek Paštrnák    |
| -  | Slovacchia (bandiera) | G     | Tomáš Ribár       |
| -  | Slovacchia (bandiera) | G     | Miroslav Jurkovič |

| N. |                       | Ruolo | Calciatore         |
| -- | --------------------- | ----- | ------------------ |
| -  | Slovacchia (bandiera) | G     | Milan Herko        |
| -  | Slovacchia (bandiera) | G     | Marek Habaj        |
| -  | Slovacchia (bandiera) | G     | Ornaj Habaj        |
| -  | Slovacchia (bandiera) | G     | František Šporánek |
| -  | Slovacchia (bandiera) | G     | Martin Paták       |
| -  | Slovacchia (bandiera) | G     | Adrián Ujhelyi     |
| -  | Slovacchia (bandiera) | G     | Marek Tencer       |
| -  | Slovacchia (bandiera) | G     | Ivan Tencer        |

## Palmarès
- Campionato slovacco: 2

2015-16, 2018-19